# 間違った子を魔法少女にしてしまった
『間違った子を魔法少女にしてしまった』（まちがったこをまほうしょうじょにしてしまった）は、双龍による日本の漫画作品。略称は「マチマホ」。
新潮社のウェブコミック配信サイト『くらげバンチ』やニコニコ漫画などで連載中である。作者は「様々な社会における日々の生活の中で溜まったストレスや不条理をテーマ」としている。当初、作者が喫煙を欲したことが契機となり、2016年5月4日にTwitterで「間違った子を魔法少女にしてしまった例」として画像を投稿した。それ以降、Twitterやpixivなどで漫画を投稿し、同年9月30日に公式連載が決定、ストーリーを再構成した上で同年10月7日から公式連載を開始した。累計発行部数60万部および70万部を記念したフルボイスムービーでは佐倉綾音が三役を演じ、ギター演奏は作者が担当した。2020年「でらコミ！」にて準大賞を受賞。

## あらすじ
真風羽華代はミュから力を授かり魔法少女となった。しかし、華代はアタスンモの討伐には全く興味なく、魔法少女にすら関心が無かった。ミュは必死に説得をしたことで、華代は魔法少女として蹂躙を始めた。こうして、ミュは「間違った子を魔法少女にしてしまった」と嘆いた。やがて、舎弟の雅二戸、魔法少女の奈子などと親しくなる一方で、魔法少女の真相を知り守護神のミカ族やソシ族との対立する。そして、華代は魔法少女としてではなく、一人の人間として信念を貫く。

## 登場人物
声の項はフルボイスムービーのキャスト

### 人間
真風羽 華代（まじば かよ）
声 - 佐倉綾音
本作の主人公。可憐な容姿で金髪の縦ロールの美少女。実家は裕福な家庭、成績優秀な聖的高校の2年生。成績は学年で首位、英語のネイティブスピーカー。しかし、性格は凶悪・冷淡で喫煙者であるが、非常に不器用で乙女な一面もある。負オーラが異常に高いためアタスンモが頻繁に襲来するが、変身せずとも強力なアタスンモを素手で瞬殺する戦闘力を保有する。全宇宙の守護神ミカ族・ソシ族を崩壊させようと目論む。かつて、華代の父親の介入により親愛な友人だった新藤瑠衣が行方不明となり、それ以来は心に深い傷をもち、一方で自身の信念を屈強にした。
雅二戸 霊（まさにど れい）
25歳の青年。間寺久祖高校の「永遠の3年生」と称される。高校がアタスンモに襲撃されたが、華代の救済により霊のみが生還し、感銘を受けたことで華代の舎弟となった。リーゼントがトレードマークだがカツラであり、本来は金髪でイケメン。熟練の料理センスを保有しており、華代のため全身全霊を尽くす。モンタスに憑依された際は自ら憑依を解き、華代の命令に従った。モンの傀儡となった羅門ら三人との対戦で瀕死に至るが、憑依された際に精神内で残存していたモンタスを利用し、魔法聖人として覚醒した。
秀斎 奈子（しゅうさい なこ）
第二の魔法少女。黒いロングヘアー、容姿端麗、文武両道を実践する美少女で神童高校の3年生。正義感が強い上に思い込みが激しいことから「脳パイ」と華代から称される。高校がアタスンモに襲撃された際に捕食されたが、突出した勝のオーラによりアタスンモと融合して魔法少女になる。当初は華代を敵視したが、アタスンモを淘汰するために協力している。アナベルとの勝負に敗北した際に覚醒したことで、ソシ族は奈子の意識の掌握を計画する。
須藤 鏡花（すどう きょうか）
奈子のクラスメイト兼ライバルで妄想が過剰な女子高生。奈子と共に捕食された際のアタスンモ爆発により、モンタスに憑依された状態で第三の魔法少女として蘇生した。華代によりモンタスが敗北した後は魔法少女の記憶を消失し、一般人として生活を始めた。しかし、ミャの憑依により再び魔法少女となった。
アナベル・アンダーソン (Annabelle Anderson)
アメリカから留学した女子高生。アタスンモにより家族を殺害された経験から、負オーラの人間を含めてアタスンモを全滅させようと13歳から魔法少女となる。創造的で洗練された魔法が得意。全宇宙の均衡を守るべくミョと協力して華代の殺害を計画するが、それに非協力的で妨害の恐れがある奈子に対して戦闘した。アタスンモのエネルギーにより自身の胸囲を巨大化している。守護神であるミカ族・ソシ族の打倒のため、華代・奈子・鏡花ら他の魔法少女と協力する。
安宅 友恵（あたか ともえ）
華代のクラスメイトで愛嬌がある女子高生。華代とは親密な友達で「健全ちゃん」と呼ばれる。
店長
雅二戸のバイト先のレストランの店長で、強靭な外見だが性格は温厚、料理上手である。ミュを雅二戸の弟だと思っている。
華代の父親
娘の華代のために幼少時から戦闘の教育をさせた。また、華代と新藤瑠衣の親友関係を意図的に引き裂いた。アタスンモの研究者でもあり、魔法少女としての華代を監視する。

### 非人間
ミュ
声 - 佐倉綾音
全宇宙の守護神・ミカ族の一体、性別はオス、華代を魔法少女にした。通常はマスコット姿だが、人間の男性に変身が可能。語尾は「ミュ」を付けていたが、華代の怒りを買わないように抑制している。負のオーラによる華代の暴走状態から全宇宙の均衡を守るべく奔走するものの意図せずテレパシーの内容が華代に露見してしまい、ミャにより記憶が封印された。
ミャ
全宇宙の守護神・ミカ族の一体、性別はメス、ミュの部下。ミュと同様にマスコット姿および人間の女性に変身が可能。負のオーラによる華代の暴走状態を抑止するべく、奈子と一心同体であるモンを指導したほか、人間の思考回路を操作、ミュの記憶を同意の上で封印、ソシ族のギャと対立する。語尾は「ミャ」だが、華代の怒りは買わない。
ミョ
全宇宙の守護神・ミカ属の一体、ミュの同僚でアナベルの監視を担当する。少女に変身が可能である。ミカ族は魔法少女に攻撃魔法の使用を禁じているが、華代に拉致された上で自衛のため使用した。そのため、鏡花に憑依したミャから消滅させかけられた。語尾は「ミョ」。
モン
奈子を捕食したアタスンモで、融合によりアタスンモ爆発を発生させた。しかし、奈子と一心同体としてマスコット姿の状態で復活した。当初は華代の吸収を企図したが、奈子を始めとする人間と信頼関係を築いたことでアタスンモの討伐に協力的な姿勢となった。また、負のオーラによる暴走状態の華代を抑止するため、ミョと共に奈子を強化する。人間の男性に変身が可能。
モンタス
モンが奈子を捕食した際のアタスンモ爆発により分離した兄弟だが、鏡花とは一心同体でなく複数の人間に憑依が可能。華代の討伐したアタスンモのエネルギーを吸収し、聖的高校の全ての人間を傀儡とさせ華代の殺害を画策した。鏡花と共に華代に勝負を挑み、最後に友恵と雅二戸に憑依したものの華代の攻撃により消滅した。しかし、雅二戸の精神内に残存しており再憑依を企図したが、失敗して完全に消滅した。
ギャ
全宇宙の守護神・ソシ族の一体、アタスンモを創造した。ミカ族と対抗するべく魔法少女の誕生を企図した。アタスンモを勝のオーラと融合させるべく、アタスンモの嗅覚を鈍らせ無差別に人間を捕食させた。また、奈子や鏡花らを魔法少女にさせ、奈子の意識の掌握するためにアナベルの吸収をモンに指導する。華代の利用を巡ってミカ族のミャと対立する。
ギュ
全宇宙の守護神・ソシ族の一体、仲間のギャと共に華代の利用を企図する。

## 用語
アタスンモ
声 - 佐倉綾音
全宇宙の守護神・ソシ族により創造された負のオーラの濃淡な人間を捕食する生物。健全な人間は捕食対象としないが、過剰な空腹状態および嗅覚の喪失時では無差別に人間を捕食する。対話は可能であり、様々な形態を持つ。死亡したアタスンモから負のオーラを吸収することで魔法少女は強化が可能である。
アタスンモ爆発
アタスンモを媒体とした爆発現象。相反する勝のオーラと負のオーラの融合により発生する。爆発時に負のオーラが飛散することで憑依型のアタスンモを増殖させる一方で、捕食された人間はアタスンモに憑依された状態で蘇生する。奈子の場合は勝のオーラにより魔法少女として蘇生したが、他者への憎しみを少しでも保有する人間は憑依された状態で蘇生する。
ミカ族
全宇宙を生命と平穏（コスモス）を望む守護神、ミャ、ミュ、ミョらを創造した。実体が存在せずアタスンモの討伐が不可能なため、代理として人間の女性を魔法少女にする。
ソシ族
全宇宙の生命と混沌（カオス）を望む守護神、ギャを創造した。生命のさらなる進化のため、人間の負のオーラを素にアタスンモを創造させ、人類のカオスを企図する。なお、直接的に力を行使すると惑星が消滅するため、地上の生命体を媒介する。

## 書誌情報
- 双龍『間違った子を魔法少女にしてしまった』新潮社〈BUNCH COMICS〉、既刊13巻（2025年1月8日現在）
  1. 2017年5月9日発売[書誌 1]、ISBN 978-4-10-771974-4
  2. 2017年9月8日発売[書誌 2]、ISBN 978-4-10-772006-1
  3. 2018年3月9日発売[書誌 3]、ISBN 978-4-10-772057-3
  4. 2018年7月9日発売[書誌 4]、ISBN 978-4-10-772097-9
  5. 2018年12月7日発売[書誌 5]、ISBN 978-4-10-772141-9
  6. 2019年5月9日発売[書誌 6]、ISBN 978-4-10-772187-7
  7. 2019年9月9日発売[書誌 7]、ISBN 978-4-10-772215-7
  8. 2020年4月9日発売[書誌 8]、ISBN 978-4-10-772273-7
  9. 2020年9月9日発売[書誌 9]、ISBN 978-4-10-772318-5
  10. 2021年5月8日発売[書誌 10]、ISBN 978-4-10-772389-5
  11. 2022年1月8日発売[書誌 11]、ISBN 978-4-10-772463-2
  12. 2023年8月8日発売[書誌 12]、ISBN 978-4-10-772633-9
  13. 2025年1月8日発売[書誌 13]、ISBN 978-4-10-772786-2